# Operace Platinum-Pewter
Operace Platinum-Pewter byl krycí název pro paradesantní výsadek vyslaný během druhé světové války z Anglie na území Protektorátu Čechy a Morava.

## Složení a úkoly
Desant tvořili velitel kpt. Jaromír Nechanský, rtn. Jaroslav Pešán, radista rtn. Alois Vyhňák a radista čet. Jaroslav Klemeš. Úkolem výsadku byla zpravodajská činnost, zajištění příjmu dalších osob a výzbroje a udržování radiového spojení v prostoru Českomoravské vysočiny. Pro tento úkol byli vybaveni dvěma radiovými stanicemi Věra/Betty a Anna/Helena.

Členové paravysadku Platinum-Pewter
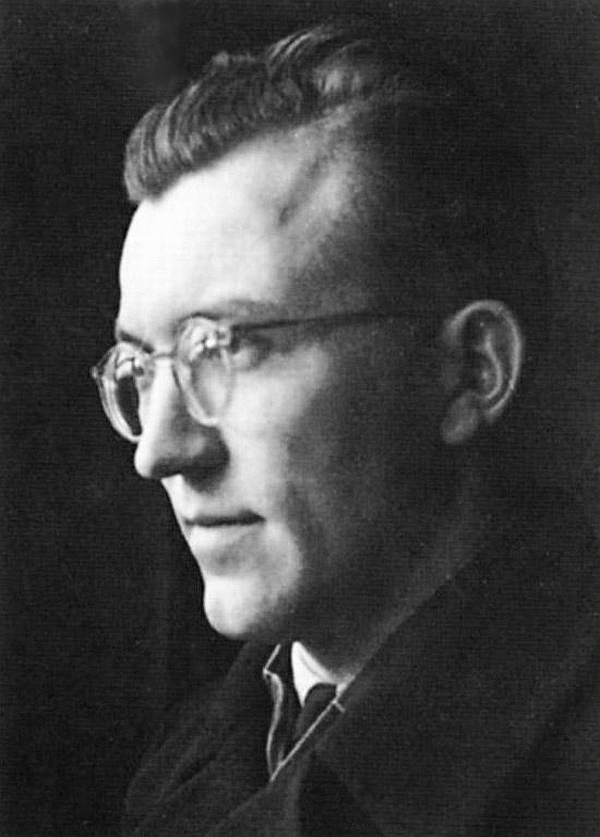
Velitel kapitán Jaromír Nechanský
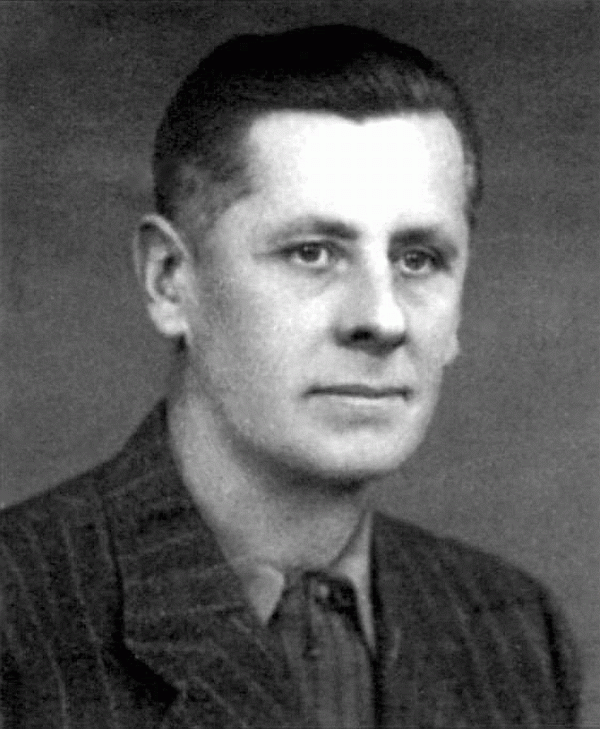
Rotný Jaroslav Pešán
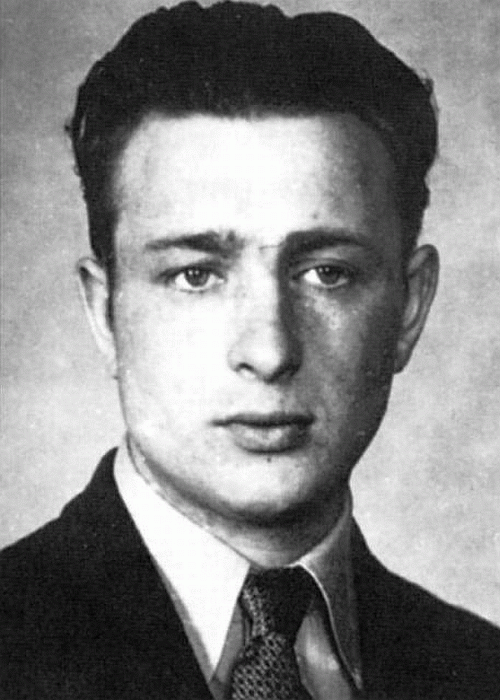
Radista rotný Alois Vyhňák
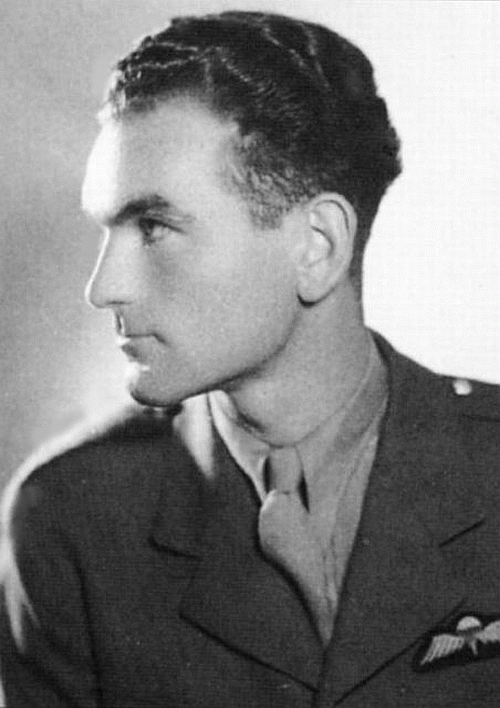
Radista četař Jaroslav Klemeš

## Činnost
První dva neúspěšné pokusy o výsadek desantu byly provedeny 3. října a 22. prosince 1944 z letiště v Brindisi v Itálii, které byly vráceny během letu zpět pro nepříznivé počasí a tedy nemožnost přesného navedení. Třetí pokus v noci z 16. na 17. února 1945 byl již úspěšný a skupina byla vysazena poblíž Nasavrk u obce Javorné v Železných horách. Výsadek byl proveden z letounu typu Halifax polské 301. perutě RAF během 16 hodinového letu. Při samotném výsadku došlo k poškození přepravovaného operačního materiálu, protože výsadkářům se při seskoku utrhly nožní pytle. Později se radistovi skupiny Vyhňákovi podařilo z rozbitých vysílaček složit jednu funkční, se kterou sice vyslal naslepo dva telegramy, ale oživit se mu ji nepodařilo. S Londýnem se spojil až prostřednictvím vysílačky dodané v rámci operace Bauxite.
Skupina po celou dobu své činnosti spolupracovala s Radou tří, odbojovou skupinou působící na Českomoravské vrchovině.
Vyhňák se koncem války, v dubnu dostal při přemisťování vysílačky do přestřelky s Němci, kterou přežil. Na konci války, 23. dubna 1945 se příslušníci výsadku Klemeš a Nechanský přesunuli do Prahy, kde zabezpečovali České národní radě a velení Pražského povstání spojení s Londýnem. Pokusili se i o spojení s vládou v Košicích, což se ale nepodařilo. Poskytovali své služby i Zpravodajské brigádě a Klemeš odeslal několik desítek depeší.
Pešán s Vyhňákem působili ve Velkém Meziříčí ve prospěch Rady tří a Zpravodajské brigády. Zúčastnili se i Květnového povstání.

## Připomínky

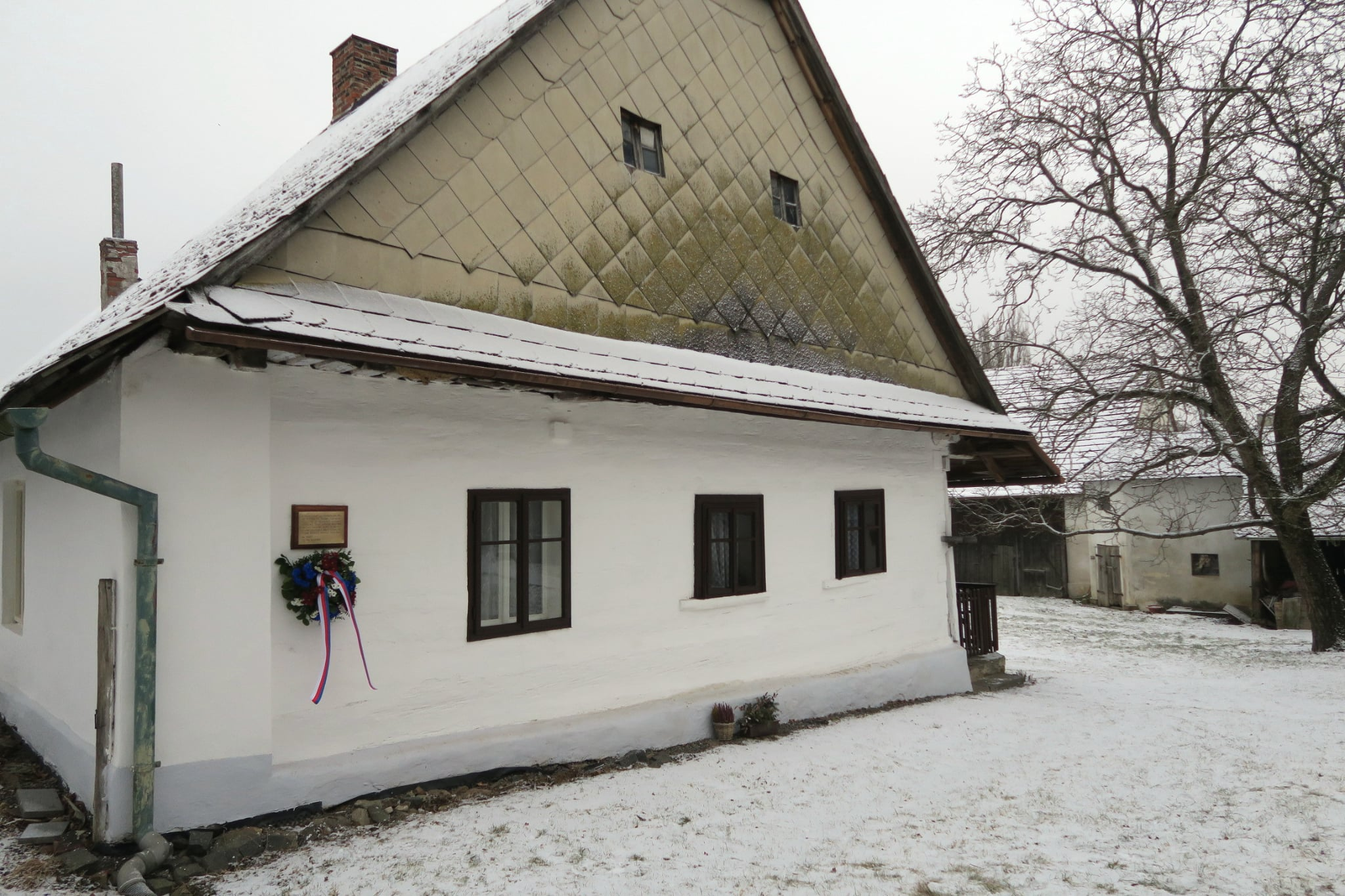
Dům L. Korábka s pamětní deskou v Hradišti v Českých Lhoticích u Nasavrk, kde byl po vysazení přijat desant Platinum-Pewter
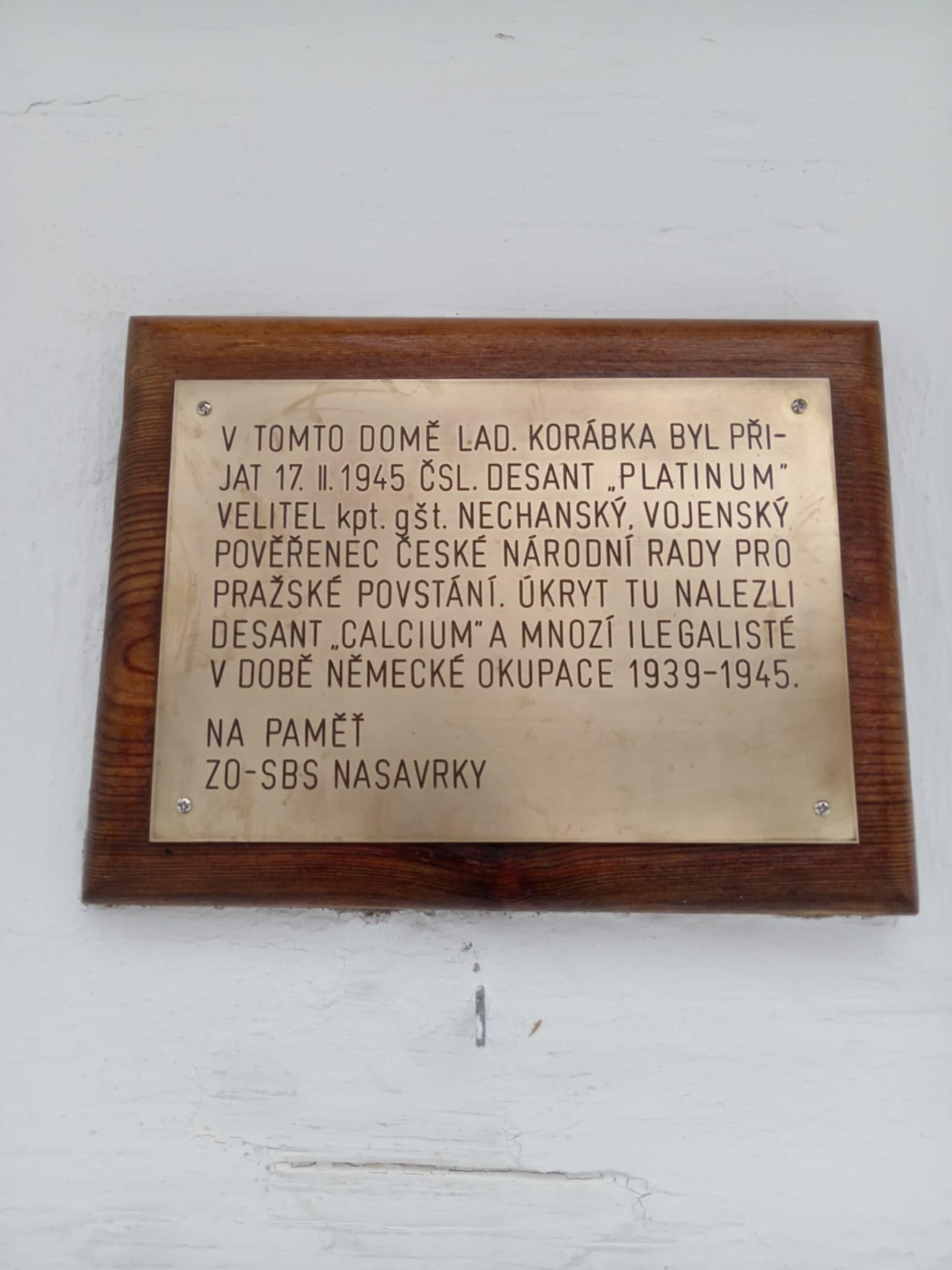
Pamětní deska na domě čp. 3 v Hradišti v Českých Lhoticích u Nasavrk